# Cárpatos meridionales

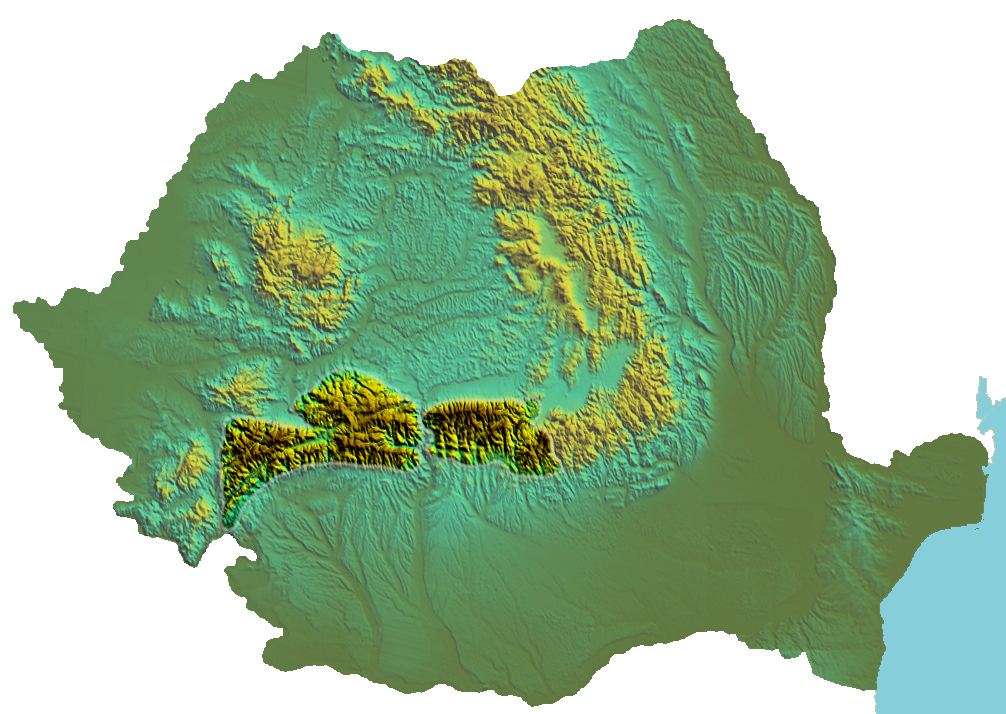
Ubicación de los Cárpatos meridionales en Rumania.

Los Cárpatos meridionales o Alpes de Transilvania (rumano, Carpații Meridionali; alemán, Transsilvanischen Alpen; húngaro, Déli-Kárpátok) son un grupo de sierras que separan la Rumanía central y meridional, por un lado, y Serbia, por el otro lado. Abarcan la parte de los Cárpatos que están ubicados entre el río Prahova en el este y los ríos Timiș y Cerna en el oeste. Al sur están limitados por los Balcanes de Serbia.

## Cumbres

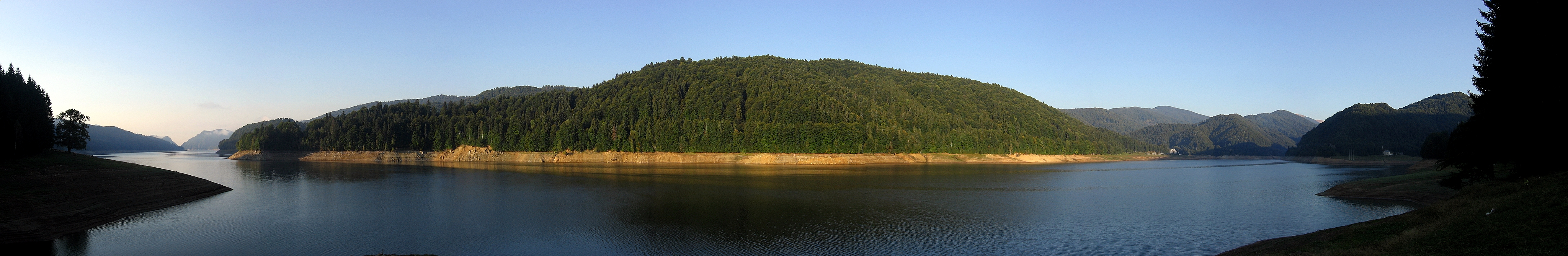
Lago Vidraru en las montañas Făgăraș.

El grupo de los Cárpatos meridionales son el segundo grupo más alto de la cordillera de los Cárpatos después de los Tatras, alcanzando alturas de más de 2.500 metros. Aunque considerablemente más pequeños que los Alpes, son clasificados como de paisaje alpino. Su carácter de alta montaña, combinado con gran accesibilidad, hace de ellos un lugar popular entre los turistas y los científicos.
Los picos más altos son:
- Pico Moldoveanu, 2.544 m - Montañas Făgăraș
- Negoiu, 2.535 m - Montañas Făgăraș
- Parângu Mare, 2.519 m - Montañas Parâng
- Peleaga, 2.509 m - Montañas Retezat
- Omu, 2.507 m - Montañas Bucegi

A pesar de las alturas, algunos de los pasos más accesibles de los Cárpatos en Rumanía están a lo largo de los ríos que cruzan la cordillera (el río Olt) o que forman amplios valles (a lo largo del valle del río Prahova o a lo largo del valle del río Jiu).

## Sierras

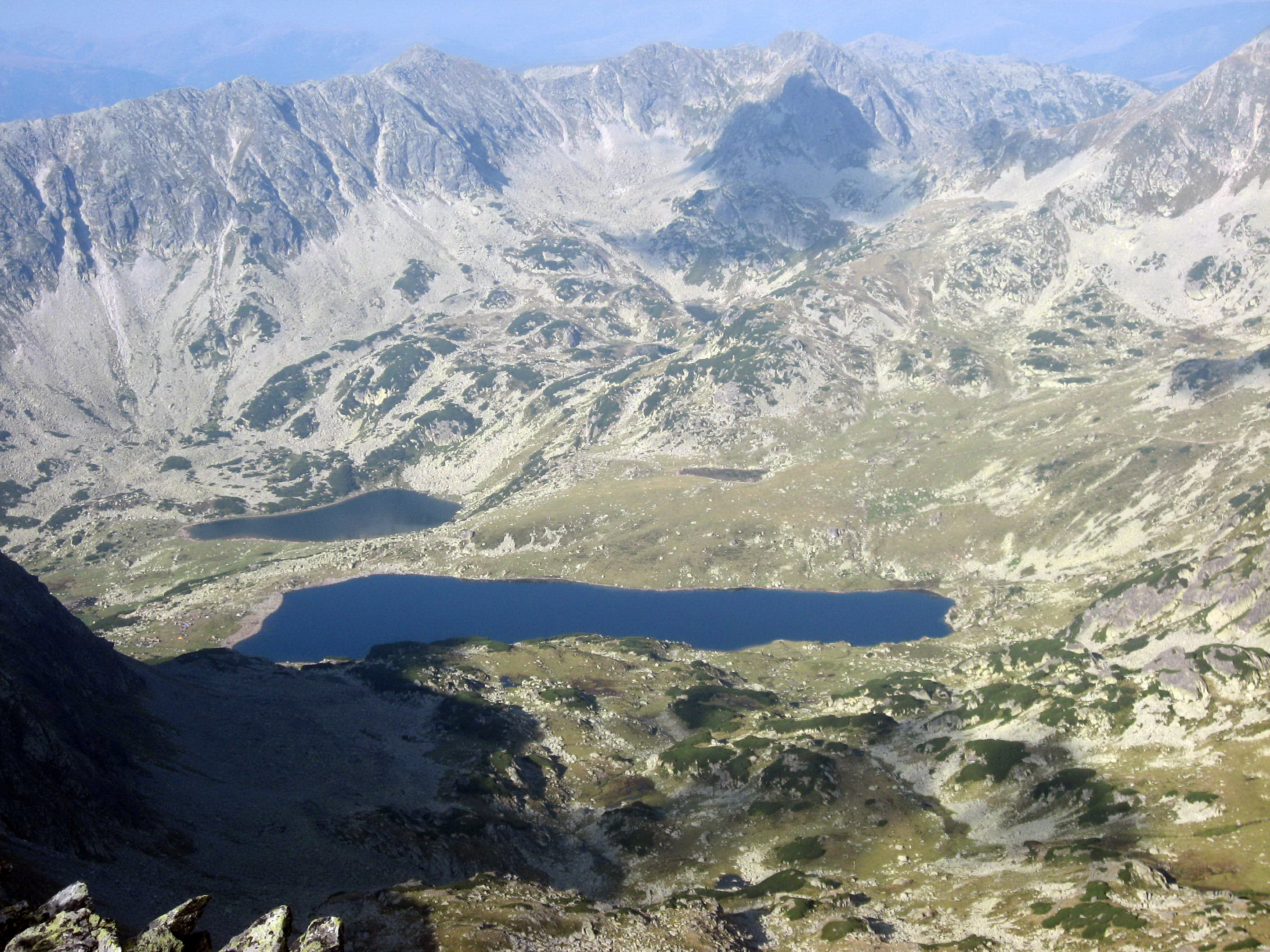
Lago Bucura en la sierra de Retezat.

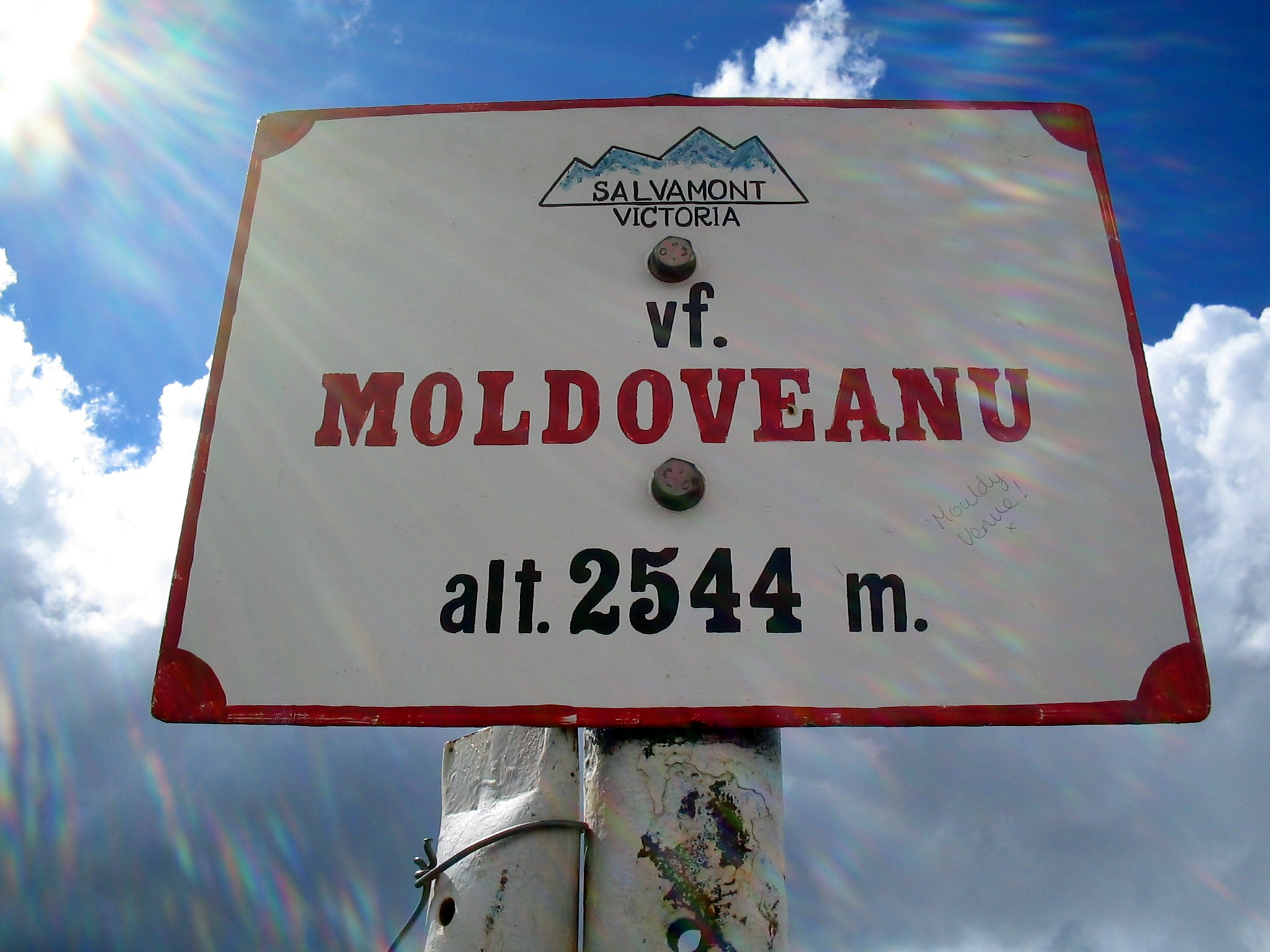
El pico Moldoveanu (2.544 m) es el más alto de Rumanía y uno de los picos más altos de los Cárpatos.

De este a oeste, cuatro grupos de sierras pueden identificarse, separados por los valles de diferentes ríos.
- Grupo de sierras Bucegi - entre los ríos Prahova y Dâmbovița.
  - Montañas Bucegi (Munții Bucegi)
  - Sierra de Leaotă (Munții Leaotă)
- Grupo de sierras de Făgăraş - entre el río Dâmbovița y el Olt.
  - Sierra de Făgăraş (Munții Făgărașului)
  - Sierra de Iezer (Munții Iezer; literalmente, "sierra del Lago Profundo")
  - Piatra Craiului (literalmente, "Roca del Rey")
  - Sierra de Cozia (Munții Cozia)
- Grupo de montañas Parâng - entre el río Olt y el Jiu.
  - Sierra de Parâng (Munții Parâng)
  - Sierra de Şureanu (Munții Şureanu/M. Sebeşului)
  - Sierra de Cindrel (Munții Cindrel/M. Cibinului)
  - Sierra de Lotru (Munții Lotrului; literalmente, "sierra del Ladrón")
  - Sierra de Căpăţână (Munții Căpățânii; literalmente, "sierra de la Calavera")
- Grupo de sierras de Retezat-Godeanu - entre el río Jiu y los ríos Timiș y Cerna. 
  - Sierra de Retezat (Munții Retezat; literalmente: "Hewed Mountains")
  - Sierra de Godeanu (Munții Godeanu)
  - Sierra de Vâlcan (Munții Vâlcan)
  - Sierra de Mehedinţi (Munții Mehendinți)
  - Sierra de Cerna (Munții Cernei)
  - Sierra de Ţarcu (Munții Țarcu; literalmente: "Pen Mountains").

Los primeros dos grupos son más inclinados en la vertiente septentrional, y las dos últimas son más inclinadas en la vertiente meridional.